# Балтрушайтис, Юргис Казимирович
Ю́ргис Казими́рович Балтруша́йтис (лит. Jurgis Baltrušaitis; 20 апреля [2 мая] 1873, Поантвардзе, Ковенская губерния — 3 января 1944, Париж) — русский и литовский поэт-символист и переводчик, дипломат.

## Биография
Юргис Балтрушайтис родился в Ковенской губернии в семье литовских крестьян. Детство и ранняя юность Балтрушайтиса прошли на хуторе, где жила его семья. Читать и писать выучился самостоятельно. Под руководством крёстного отца — местного ксёндза (1883—1885) овладел арифметикой, географией и латынью. Крёстный уговорил родителей Балтрушайтиса отпустить сына учиться. Учился в Ковенской гимназии (1885—1893), которую окончил с серебряной медалью. С 1888 года зарабатывал на жизнь частными уроками.
Приехал в Москву (1893), намереваясь поступить на медицинский факультет Московского университета. Выяснив, что на медицинском факультете нет свободных мест, подал заявление (13.8.1893) о приёме в студенты на естественное отделение физико-математического факультета Московского университета, куда и был зачислен. Учился в Московском университете (1893—1898) на физико-математическом факультете, одновременно посещал лекции на историко-филологическом факультете. Студентом зарабатывал себе на жизнь репетиторством. Сблизился с С. А. Поляковым, учившимся на математическом отделении физико-математического факультета, и через него познакомился с К. Д. Бальмонтом и В. Я. Брюсовым, позднее с В. И. Ивановым; друг и почитатель поэта и композитора А. Н. Скрябина.
20 ноября 1896 года за участие в политической демонстрации Балтрушайтис был арестован и помещён в тюрьму, но был освобождён в тот же день по просьбе университетского начальства. В мае 1898 года окончил университет с дипломом 2-й степени, а в августе 1899 года тайно венчался с дочерью владельца фабрик церковной утвари Марией Ивановной Оловянишниковой (1878—1948), двоюродной сестрой Елизаветы Александровны Дьяконовой (автор «Дневника русской женщины»).
Дебютировал в печати осенью 1899. Вместе с Поляковым, Брюсовым и Бальмонтом основал издательство «Скорпион», деятельность которого началась изданием совместного перевода Балтрушайтиса и Полякова драмы Генрика Ибсена «Когда мы, мёртвые, проснёмся».
Был сотрудником альманаха «Северные цветы», журнала «Весы». Позднее выступал в газете «Русь», в журналах «Правда», «Золотое руно», «Русская мысль», «Русские ведомости», «Заветы» (1912—1914), «Северные записки», в английском журнале «The Mask» (1913).
Член литературного бюро Театра-студии МХТ (1905), принимал участие в работе Свободного театра, МХТ, Камерного театра.
Подолгу жил за границей (Италия, Скандинавские страны, Германия).
Работал в Лито Наркомпроса (1918), был председателем Московского Союза писателей (1919), участвовал в работе издательства «Всемирная литература».
С 1920 года представитель (вначале формально советник так и не назначенного представителя) Литовской Республики в Москве, с 27 апреля 1921 года в ранге поверенного в делах (chargé d’affaires), с 1922 года — чрезвычайный и полномочный посол. Одновременно представитель Литвы в Турции (1932) и Персии (1933). Содействовал выезду за рубеж деятелей русской культуры.
Почётный доктор Университета Витовта Великого в Каунасе (1932).
В апреле 1939 уехал из СССР (по сведениям О. М. Брика был выслан), получив назначение советником посольства Литвы в Париже. В Париже, куда раньше переехал его сын Юргис Балтрушайтис-младший, историк искусства, прошли последние годы жизни. Умер в Париже, похоронен на кладбище Монруж.

## Творчество на русском языке
Стихи начал писать на русском языке. Осенью 1899 года опубликовал своё первое стихотворение в «Журнале для всех» В. С. Миролюбова. В 1899—1906 годах участвовал в деятельности московских символистов, все более отчётливо занимая обособленную позицию в символистской поэзии и литературной жизни. Этой позиции соответствуют ведущие в его философской лирике образы отшельника и одинокого путника. «…он исходит из веры в высокое предназначение человека, в преодоление вселенской дисгармонии, разрыва между природой и индивидуальным „я“.»
На русском языке написал около 300 стихотворений. На литовский язык их перевёл Линас Брога. Стихи Балтрушайтиса переведены также на английский, армянский, болгарский, венгерский, нидерландский, латышский, немецкий, польский, французский и другие языки.

## Творчество на литовском языке
Первое стихотворение на литовском языке опубликовано в 1927. В 1940—1943 гг. в Париже подготовил три сборника своих стихов на литовском языке («Ašarų Vainikas» — «Венок слёз», I и II части; «Aukuro dūmai» — «Дым жертвенника»), а также поэму «Įkurtuvės» — «Новоселье». Они представляют собой мастерское завершение предыдущего творчества. Первая книга стихов на литовском языке вышла только в 1942. Посмертно опубликован сборник стихотворений на литовском языке «Poezija» — «Поэзия» (Бостон, 1948). Самый полный сборник литовскоязычной поэзии Балтрушайтиса — «Poezija» (Вильнюс, 1967).

## Переводы
Балтрушайтис внёс значительный вклад в искусство перевода. Переводил преимущественно стихотворные и драматические произведения, на первых порах выполняя программу символистов по ознакомлении русской публики с западноевропейской литературой, затем вводя в репертуар русского театра зарубежную драматургию. Перевёл произведения английского поэта Д. Байрона («Видение Страшного суда», «Бронзовый век»), норвежских писателей Генрика Ибсена («Пер-Гюнт», «Фру Ингер из Эстрота», «Строитель Сольнес» и «Гедда Габлер») и Кнута Гамсуна («Голод», «Виктория», «Игра жизни», «Вечерняя заря» и «Тамара»), немецкого писателя Г. Гауптмана («Бедный Генрих», «Праздник Примирения», «Шлюк и Яу»), Д’Аннунцио («Мёртвый город», «Джиоконда», «Слава»), отдельные произведения Оскара Уайльда, Августа Стриндберга, Германа Зудермана, Гуннара Гейберга, Мориса Метерлинка, Рабиндраната Тагора и других. Переводил стихотворения армянских поэтов для подготовленной В. Я. Брюсовым антологии армянской поэзии (1916), также еврейских поэтов, датского философа Сёрена Кьеркегора («Несчастнейший»).

## Книги
- Земные ступени. Элегии, песни, поэмы. Москва: Скорпион, 1911
- Горная тропа. Вторая книга лирики Москва: Скорпион, 1912
- Лилия и серп. Париж: YMCA Press, 1948
- Дерево в огне: стихи. Вильнюс: Vaga, 1969
- Дерево в огне: стихи. 2-е изд. Вильнюс: Vaga, 1983
- Лилия и серп: стихотворения. Москва: Художественная литература, 1989
- Įkurtuvės. Poema-pasakėčia. Kaunas: Valstybinė l-kla, 1941
- Ašarų vainikas. Kaunas: Valstybinė l-kla, 1942
- Žemės pakopos = Zemnyja Stupeni: elegijos, giesmės, poemos / iš rusų k. vertė J. Valaitis. Tiubingenas: A. Urbonas, J. Kapočius, 1947
- Poezija. Bostonas: Kun. P. M. Juras, 1948
- Žemės laiptai: elegijos, giesmės, poemos; Kalnų takas / vertė Linas Broga. Vilnius: Vaga, 1973
- Lelija ir pjautuvas: poezija. Iš rusų kalbos vertė Linas Broga. Vilnius: Vaga, 1996
- Menka, ką tu vien protu žymi…: poezija. Kaunas: Vada, 2000
- «Apimti žmogų iki dugno»: estetika, literatūros kritika, vertinimai. Vilnius: Aidai, 2001

## Адреса
Балтрушайтис имел подмосковную дачу в Немчиновке. Огородив территорию, он обустроил здесь сад, пруд, теннисный корт. Выкопав колодец и установив насос, провёл канализацию и водоснабжение. Во второй половине 1930-х годов, до начала войны, эта дача арендовалась американским дипломатическим корпусом.

## Память
Имя Юргиса Балтрушайтиса носят:
- Московская средняя школа № 1247 имени Юргиса Балтрушайтиса
- улица в Вильнюсе в район Пашилайчяй (Jurgio Baltrušaičio gatvė)[8]

В 2023 году Почта Литвы выпустила почтовую марку, приуроченную к 150-летию со дня рождения Юргиса Балтрушайтиса.